# Muro d'Alcoi
Muro d'Alcoi (també conegut com a Muro del Comtat i popularment com a Muro) és un municipi del País Valencià situat a la comarca del Comtat. Per litigis amb el nom del municipi oficialment es diu, en castellà, Muro de Alcoy.

## Geografia
Els 30,5 km² de superfície s'estenen al redós de la Mariola i estan regats pel riu Serpis o d'Alcoi. Al llarg del seu terme municipal es troben diversos llocs d'interés natural, com la Penya del Frare, els Fontanars, la font del Baladre, el Racó Llobet i els poblets de Turballos, Setla de Nunyes i Benàmer que conserven el tipisme morisc del seu origen. Hi ha el sender de petit recorregut PR-V56.

### Nuclis de població i pedanies
En el terme municipal de Muro es troben els següents nuclis de població:
- Alqueria Jordà
- Benàmer
- Setla de Nunyes
- Turballos

### Municipis limítrofs
El seu terme municipal limita amb els de les següents localitats: Agres, Alcosser de Planes, l'Alqueria d'Asnar, Benimarfull, Cocentaina, Gaianes, Atzeneta d'Albaida, Albaida, Bèlgida, Bufali, Otos, Palomar i Beniarrés.

## Història

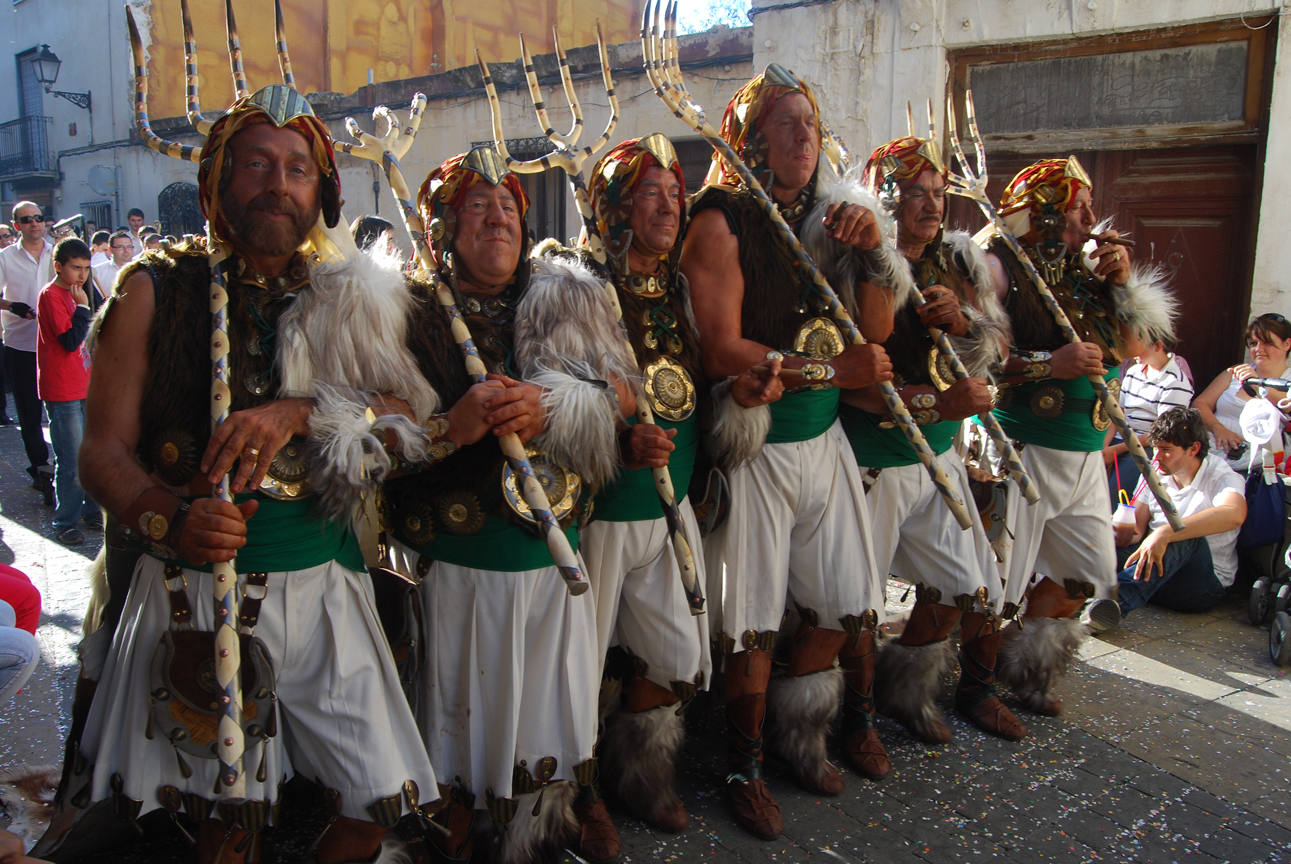
Filà Maseros a les festes de Muro.

L'origen més remot que es coneix són les restes de la Cova Beneito, que podrien remuntar-se fins als 35.000 anys, més "recents" les deixalles trobades en les terrasses del Serpis o el poblat ibèric del Frare d'Agres.
La primera vegada que apareix el nom de Muro és en un document de l'any 1240 pertanyent al Llibre del Repartiment, en el qual es reflectix la donació a Çalema Hoto, moro de Xàtiva, dels forns i molins existents en el lloc i de l'alqueria de Turballos al seu Justícia, per nom Pere del Bosch, l'any 1249. El 1291 Muro formarà part del feu lliurat per Jaume el Just a l'almirall Roger de Llúria, qui gaudí la seua possessió fins al segle xv en què novament passa a la Corona. Serà Alfons el Magnànim qui, l'any 1448, atorgue el senyoriu a Ximén Pérez de Corella. Fra Bartolomé dels Àngels erigí l'any 1530 l'església de Sant Joan Baptiste, la qual depenia de la parròquia de Cocentaina i tenia com a filials les de Setla, Benàmer i Alqueria de Serra, convertint-se en parròquia independent quaranta i quatre anys més tard.
Muro es va convertir en Universitat en separar-se de Cocentaina, mitjançant privilegi concedit pel comte d'eixa vila. Fou un important nucli de moriscos format per 330 cases, és a dir, uns 1.500 habitants; per això, després del decret d'expulsió, la Universitat romangué totalment despoblada. L'any 1611 el comte de Cocentaina i senyor de Muro, Gaspar Roís de Corella, va imposar als primers 16 pobladors unes duríssimes condicions per les quals totes les terres i béns de la Universitat passaven a ser de la seua propietat, hom devia pagar imposts elevats i, fins i tot, podia aplicar condemnes de manera arbitrària. Eixe contracte desavantatjós va portar a la ruïna els camperols i constituí la peça clau per a produir-se la revolta de la Segona Germania, que va tenir lloc el 1693. El seu capitost militar era el cirurgià murer Josep Navarro, qui s'enfrontà a les tropes reials i va resultar derrotat en la batalla que va tindre lloc en la veïna alqueria de Setla de Nunyes. A partir del 1706 es constituïx en vila.
Fou partidària de l'arxiduc Carles durant la guerra de Successió oferint resistència a les tropes borbòniques en el port d'Albaida. Muro tenia 406 habitants quan es feu el cens de Floridablanca, que pujaren a 554 un segle més tard, mentre que l'any 1910 assolia el màxim històric de població amb els seus 644 habitants.
El topònim oficial és el de Muro de Alcoy. L'afegit "d'Alcoi" es va produir, el 1916, a conseqüència de la confusió dels diversos Muro que hi ha a Espanya. Elia Gozálbez (2005:74), va documentar, a través de la publicació Reforma de la Nomenclatura de la Geografía de España (Publicaciones de la Real Sociedad Geográfica, Madrid, 1916), que el topònim passà a denominar-se “del Alcoy”, no "de Alcoy", perquè hi havia moltes poblacions que repetien el seu nom. El sobrenom “del Alcoy” feia referència al riu d'Alcoi perquè s'havien d'afegir “las palabras que expressen nombre de corriente de agua, de montaña o del territorio”.
L'arribada del Tren Alcoi-Gandia en 1893 i del Tren Villena-Alcoi-Iecla en 1909 va suposar una gran millora de les seues comunicacions.
L'any 2002 es va intentar normalitzar el topònim del municipi al valencià (Muro), però el Consell de la Generalitat Valenciana ho va denegar argumentant que ja existix un municipi amb el nom de Muro, a les Illes Balears.

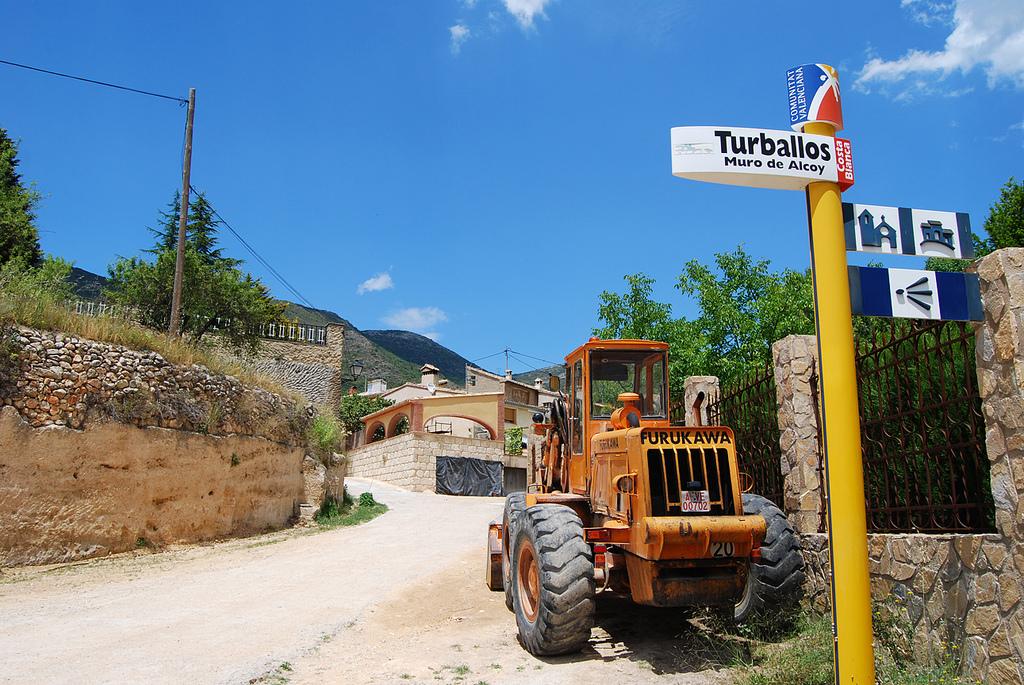
Entrada a la pedania murera de Turballos.

## Economia
La indústria és la base de la riquesa murera, fonamentalment la tèxtil. També hi és important l'artesania: hi ha tallers de guitarres, boixets, ceràmica, entre d'altres. Del passat agrícola roman, sobretot, l'olivera amb el qual fruit s'hi elabora un excel·lent oli en les diverses almàsseres que hi ha a la vila.

## Demografia
El creixement de la població ha estat constant des del segle xviii en què, segons Cavanilles, ja s'apreciava l'existència de telers. La immigració atreta per la indústria tèxtil va duplicar la població en el segle xx –3.406 habitants a les primeries d'eixa centúria– fins a arribar als 7.830 habitants empadronats en 2004, repartits en els nuclis de població de Muro, Alqueria Jordà, Benàmer, Setla de Nunyes i Turballos. El gentilici és murers.
La següent taula mostra l'evolució demogràfica del municipi al llarg de l'època estadística: 
|          | 1857  | 1887  | 1900  | 1910  | 1920  | 1930  | 1940  | 1950  | 1960  | 1970  | 1981  | 1991  | 2000  | 2005  | 2006  | 2007  | 2009  | 2012  |
| -------- | ----- | ----- | ----- | ----- | ----- | ----- | ----- | ----- | ----- | ----- | ----- | ----- | ----- | ----- | ----- | ----- | ----- | ----- |
| Població | 3.535 | 3.395 | 3.406 | 3.523 | 3.724 | 3.780 | 3.788 | 4.027 | 4.257 | 5.044 | 5.780 | 6.499 | 7.252 | 8.148 | 8.446 | 8.611 | 8.893 | 9.010 |

## Edificis d'interès
Muro conserva el Palau de la Senyoria, dels comtes de Cocentaina, després també ducs de Medinaceli, i casalots pairals, alguns dels quals s'han restaurat per a ús públic com ara el que allotja l'ajuntament o el de la biblioteca municipal. De la resta del patrimoni citem:
- La Cova Beneito. Important jaciment arqueològic descobert en 1979.
- Església de sant Joan Baptista. Neoclàssica, del segle xviii, construïda sobre l'antiga mesquita. La volta està decorada pel pintor valencià del Segle XIX Miquel Parra i Abril
- Sant Francesc de Turballos. Segle XVIII.
- Sant Joaquim de Setla de Nunyes.
- Santa Maria de Gràcia de Benàmer.
- Ermita de la Mare de Déu dels Desemparats. Segles XVIII-xix.
- Ermita de Sant Antoni.
- Casa Museu Francisco Torregrosa. Exposició permanent d'art abstracte i d'avantguarda.

## Cultura i gastronomia

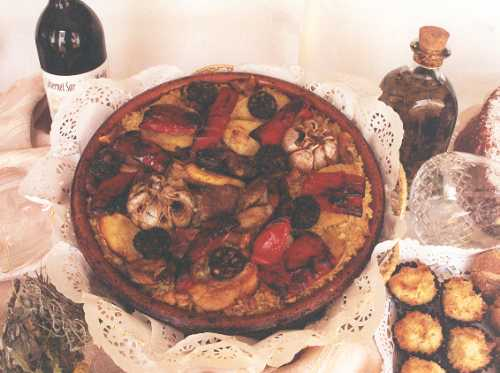
Arròs al forn de Muro.

Mostra de l'afició musical i el respecte a les tradicions del poble són la Unió Musical de Muro, el Grup de Danses Baladre i l'Escola de música tradicional la Xafigà.
Entre altres celebracions festives esmentem la Fireta de Sant Antoni, amb mercat medieval i artesanal, els Moros i Cristians i una de les tres Carnestoltes amb més anomenada del País.
La borreta, el blat picat, les bajoques farcides i els embotits constituïxen l'oferta gastronòmica murera.
Segons la famosa cançoneta popular, és el poble on se'n va anar el Tio Pep ("Tio Pep se'n va a Muro, tio Pep").
Les seues festes de Moros i Cristians se celebren la segona setmana de maig.

## Política i govern

### Composició de la Corporació Municipal
El Ple de l'Ajuntament està format per 13 regidors. En les eleccions municipals de 26 de maig de 2019 foren elegits 4 regidors de Compromís per Muro (Compromís), 4 del Partit Popular (PP), 2 del Partit Socialista del País Valencià (PSPV-PSOE), 2 d'Esquerra Unida-Seguim Endavant (EUPV) i 1 de Ciutadans - Partit de la Ciutadania (Cs). Els regidors d'EUPV van decidir abandonar el seu partit, passant a formar part del grup de No adscrits el 4 de juliol de 2019.
El 15 de juny de 2019 els 4 regidors del PP, els 2 regidors trànsfugues d'EUPV i el regidor de Cs van votar com a alcalde Gabriel Tomàs Salvador, que havia sigut el candidat d'EUPV i va passar a formar part dels regidors no-adscrits.
| Eleccions municipals de 26 de maig de 2019 - Muro d'Alcoi                                                                                          |                                          |                                     |                                     |        |          |          |
| Candidatura | Candidatura                              | Candidatura                         | Cap de llista                       | Vots   | Vots     | Regidors |
| | Compromís per Muro                       |                                     | Vicent Molina Perona                | 1.476  | 31,19%   | 4 ()     |
| | Partit Popular                           |                                     | Ángel Mollá Belvis                  | 1.272  | 26,88%   | 4 ()     |
| | Partit Socialista del País Valencià-PSOE |                                     | Saúl Serrano González               | 940    | 19,86%   | 2 ()     |
| | Esquerra Unida-Seguim Endavant           |                                     | Gabriel Tomàs Salvador              | 628    | 13,27%   | 2 (-1)   |
| | Ciutadans - Partit de la Ciutadania      |                                     | Juan Manuel Sánchis Soler           | 369    | 7,8%     | 1 (+1)   |
| | Vots en blanc                            |                                     |                                     | 47     | 0,99%    |          |
| Total vots vàlids i regidors | Total vots vàlids i regidors             | Total vots vàlids i regidors        | Total vots vàlids i regidors        | 4.732  | 100 %    | 13       |
| | Vots nuls                                | Vots nuls                           | Vots nuls                           | 51     | 1,08%    |          |
| Participació (vots vàlids més nuls) | Participació (vots vàlids més nuls)      | Participació (vots vàlids més nuls) | Participació (vots vàlids més nuls) | 4.783  | 70,93%** |          |
| Abstenció | Abstenció                                | Abstenció                           | Abstenció                           | 1.960* | 29,07%** |          |
| Total cens electoral | Total cens electoral                     | Total cens electoral                | Total cens electoral                | 6.743* | 100 %**  |          |
| Alcalde: Gabriel Tomàs Salvador (Trànsfuga d'EUPV) (15/06/2019) Per majoria absoluta dels vots dels regidors (7 vots: 4 de PP, 2 d'EUPV i 1 de Cs) |                                          |                                     |                                     |        |          |          |
| Fonts: JEC, JEZ Alcoi, M. Interior, Periòdic Ara. (* No són vots sinó electors. ** Percentatge respecte del cens electoral.)                       |                                          |                                     |                                     |        |          |          |

### Alcaldes
L'alcalde Gabriel Tomàs Salvador, es presentà com a candidat per la llista d'EUPV. Fou elegit "inesperadament" amb el vots del PP i Cs. Pocs dies després de la seua elecció els dos regidors d'EUPV van decidir abandonar el seu partit, passant a formar part del grup de No adscrits.
| Període                       | Alcalde o alcaldessa                             | Partit polític | Data de possessió     | Observacions       |
| ----------------------------- | ------------------------------------------------ | -------------- | --------------------- | ------------------ |
| 1979–1983                     | José Parts Gisbert                               | ADEI           | 19/04/1979            | --                 |
| 1983–1987                     | Joaquim Llorca Pascual                           | ADEI           | 28/05/1983            | --                 |
| 1987–1991                     | Joaquim Llorca Pascual                           | ADEI           | 30/06/1987            | --                 |
| 1991–1995                     | Fernando Torregrosa Alcaraz                      | PP             | 15/06/1991            | --                 |
| 1995–1999                     | Fernando Torregrosa Alcaraz                      | PP             | 17/06/1995            | --                 |
| 1999–2003                     | Rafael Climent González                          | Bloc-EV        | 03/07/1999            | --                 |
| 2003–2007                     | Rafael Climent González                          | Bloc           | 14/06/2003            | --                 |
| 2007–2011                     | Rafael Climent González                          | Bloc           | 16/06/2007            | --                 |
| 2011–2015                     | Rafael Climent González                          | Compromís      | 11/06/2011            | --                 |
| 2015–2019                     | Francesc Ramon Valls Pascual Jovita Cerdà Garcia | EUPV Compromís | 13/06/2015 10/06/2017 | Pacte de govern -- |
| 2019-2023                     | Gabriel Tomàs Salvador                           | EUPV No ads.   | 15/06/2019 04/07/2019 | Trànsfuga --       |
| Des de 2023                   | n/d                                              | n/d            | 17/06/2023            | --                 |
| Fonts: Generalitat Valenciana |                                                  |                |                       |                    |

### Evolució del nombre de regidors
| Evolució del nombre de regidors per candidatura |      |      |      |      |      |      |      |      |      |      |      |             |
| Candidatura / Any                               | 1979 | 1983 | 1987 | 1991 | 1995 | 1999 | 2003 | 2007 | 2011 | 2015 | 2019 | 2023 (2019) |
| Compromís per Muro (abans: ADEI, UPV, BLOC)     | 4    | 5    | 5    | 4    | 2    | 4    | 8    | 8    | 6    | 4    | 4    | 4           |
| Partit Popular (abans: AP)                      | -    | 5    | 6    | 5    | 7    | 5    | 4    | 4    | 5    | 4    | 4    | 2           |
| PSPV-PSOE                                       | 3    | 3    | 2    | 4    | 4    | 3    | 1    | 1    | 1    | 2    | 2    | 2           |
| EUPV                                            | -    | -    | -    | -    | -    | 1    | -    | -    | 1    | 3    | -    | -           |
| Ciutadans - Partit de la Ciutadania             | -    | -    | -    | -    | -    | -    | -    | -    | -    | -    | 1    |             |
| UCD                                             | 5    | -    | -    | -    | -    | -    | -    | -    | -    | -    | -    | -           |
| CD                                              | 1    | -    | -    | -    | -    | -    | -    | -    | -    | -    | -    | -           |
| No Adscrits                                     | -    | -    | -    | -    | -    | -    | -    | -    | -    | -    | 2    | 4           |
| TOTAL                                           | 13   | 13   | 13   | 13   | 13   | 13   | 13   | 13   | 13   | 13   | 13   | 13          |

## Esport
- Muro Bàsquet
- Club Patí Muro
- Muro CF

## Murers il·lustres
- El tio Pep, que no era exactament de Muro, però ha donat fama al poble.
- El Cato de Muro, cèlebre dolçainer de la Xafigà.
- Josep Jordà Font (Muro d'Alcoi, 8 d'abril del 1885 - 9 de març del 1967), baríton, alcalde de Muro d'Alcoi el 1933
- Francisco Esteve Pastor (Muro d'Alcoi, 22 d'abril de 1915 - València, 18 de gener de 1989), compositor.